# DAF YA-414
Der DAF YA-414 war ein Militär-Lastkraftwagen des niederländischen Herstellers DAF. Er war vom DAF YA-314/324 abgeleitet, den das Unternehmen für die niederländische Armee produzierte. Der YA-414 hatte im Gegensatz zum YA-314 eine Nutzlast von vier Tonnen und Allradantrieb. Während bei DAF selbst das Fahrzeug ein Prototyp blieb, wurde es letztlich von dem spanischen Hersteller Pegaso als Pegaso 3020-3050 in Serie gefertigt und von den spanischen und anderen Streitkräften eingesetzt.

## Modellgeschichte
Die DAF-Werke präsentierten ihre Armeefahrzeuge auch mehrmals in den NATO-Partnerländern. Hierbei weckten sie das Interesse der spanischen Armee, das durch Arbeitsbesuche spanischer Offiziere bestätigt wurde. Das Interesse bestand am DAF YA-314, jedoch mit einer Nutzlast von vier Tonnen. 1968 wurde beschlossen einen Prototyp zu bauen, der schließlich von DAF als YA-414 vorgestellt wurde und weitgehend mit Komponenten des YA-314 ausgestattet war.

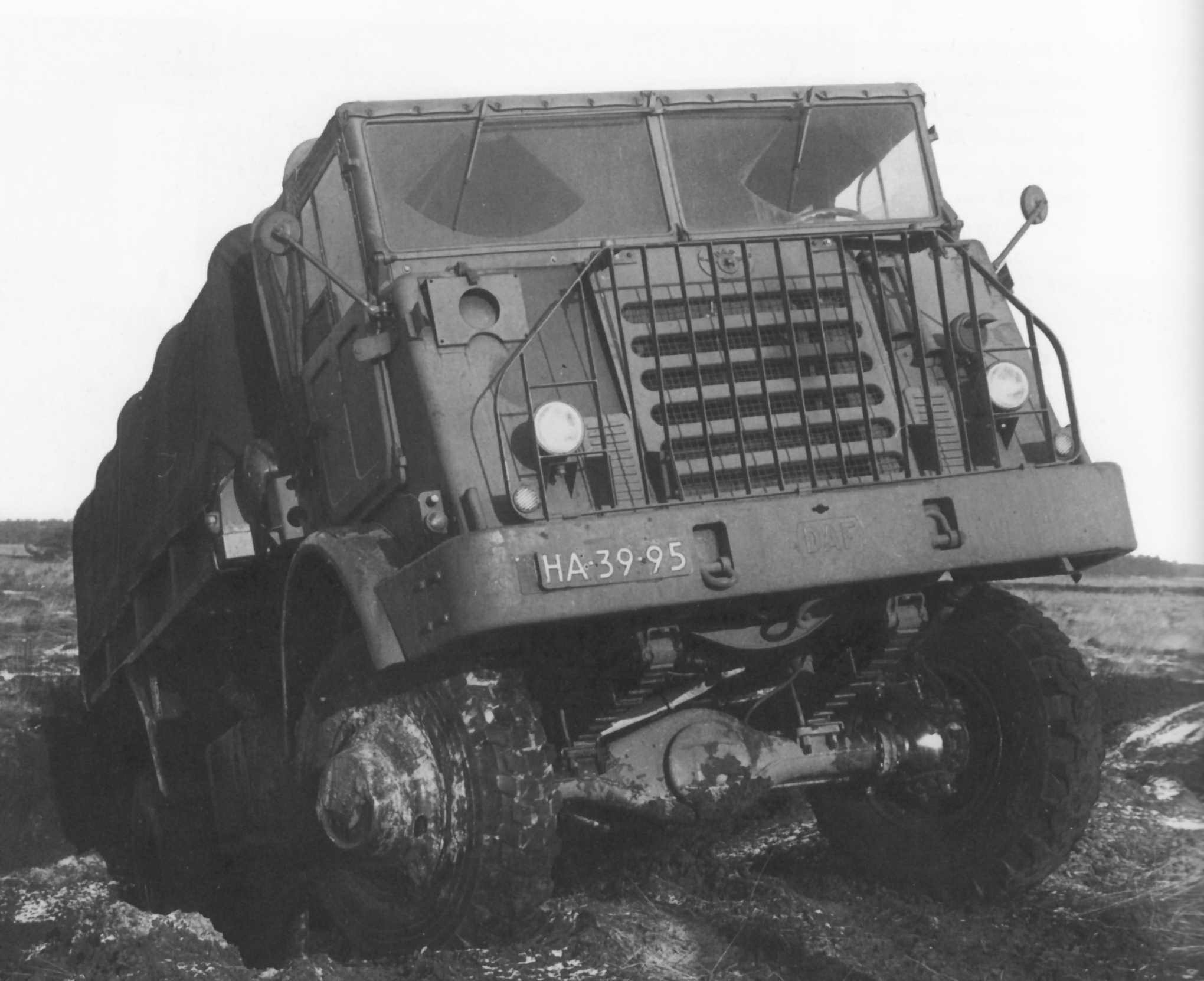
DAF YA-414 als Prototyp des Pegaso 3020 mit abweichender niederländischer Registriernummer, welche Ihn als Prototyp ausweist.

## Technische Daten DAF YA-414
Motor:
- DAF 475BB, 4769 cm³ wassergekühlter 6-Zylinder-Benzinmotor
- Leistung: 155 PS bei 3500/min
- DAF 5-Gang synchronisiertes Schaltgetriebe

### Federung vorne und hinten
- Blattfedern
- Doppelt wirkende hydraulische Stoßdämpfer

### Abmessungen
- Länge: 6470 mm
- Breite: 2480 mm
- Höhe: 2720 mm

### Bremssystem
- Trommelbremsen hydraulisch mit Bremskraftverstärker

### Elektrik
- Bordspannung: 24 Volt – zwei Batterien mit 12 Volt in Reihe verschaltet.

Nach umfangreichen Tests wurde die Produktion des DAF YA-414 unter Lizenz in Spanien von Pegaso beschlossen.
Die Typenbezeichnungen der Serienmodelle bei Pegaso waren:

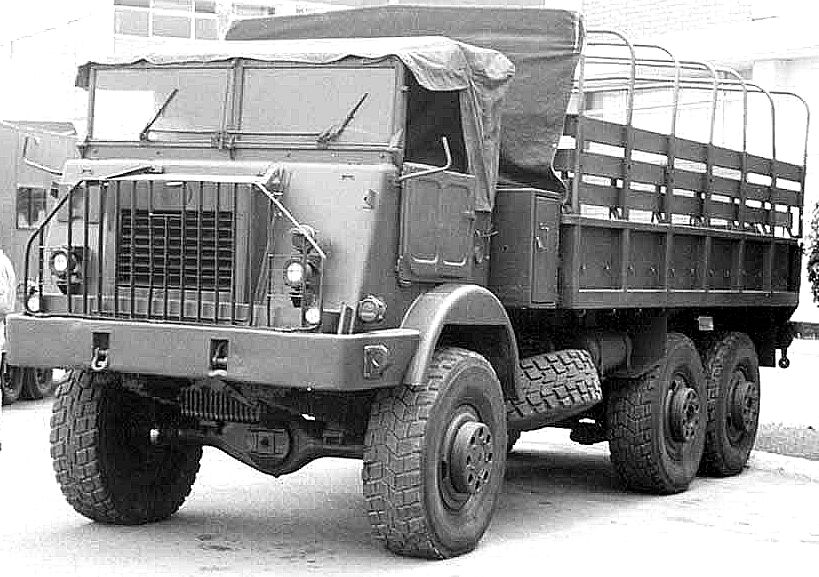
Pegaso 3050 6×6

- Pegaso 3020 Todo Terrano, entsprach dem Prototyp DAF YA-414 und wurde bis 1970 produziert.
- Pegaso 3045 D, ausgestattet mit einem von Pegaso unter Lizenz von Leyland Motors gebauten 6-Zylinder-Dieselmotor mit 125 PS und 6-Gang-Schaltgetriebe. Auch Modelle mit hinterer Doppelbereifung wurden produziert.

Für die spanische Marine wurde eine spezielle Version des 3045 D mit einer Watfähigkeit von 2 Metern produziert. Hierbei wurden die Ein- und Auslassventile des Motors angehoben.
- Pegaso 3046 D, Version des Leyland-Dieselmotors mit 170 PS
- Pegaso 3050, Eigenentwicklung von Pegaso mit 6×6-Antriebsformel-Variante (2 statt einer angetriebenen Hinterachse) und 6-Zylinder-Benzinmotor mit 220 PS

Pegaso lieferte diese Modelle außer an die spanischen Streitkräfte auch an die Armeen von Burkina Faso, Chile und Nicaragua.